# Yang Zhongjian
Yang Zhongjian (en chino, 杨钟健) (Hua, Weinan, Shaanxi, 1 de junio de 1897 – 15 de enero de 1979), también conocido como C.C. (Chung Chien) Young, fue uno de los más famosos paleontólogos de China. Se le considera el "padre de paleontología de los vertebrados chinos". 

## Biografía
Yang se graduó en el departamento geológico de la Universidad de Pekín en 1923 y en 1927 recibió un doctorado en la Universidad de Múnich, Alemania. Desde 1928 trabajó para el Servicio Geológico de China y se hizo cargo de la excavación en el yacimiento del Hombre de Pekín en Zhoukoudian. Fue director de Laboratorio de Paleontología de los Vertebrados y luego fue fundador del Laboratorio de Investigación del Cenozoico.
Trabajó como profesor, en la Universidad de Pekín, la Universidad del Noroeste de Xi'an y el Servicio Geológico. Fue fundador y director del Instituto de Paleontología de Vertebrados y Paleoantropología de la Academia China de Ciencias, que alberga una de las colecciones más importantes del mundo, y luego director el Museo de Historia Natural de Beijing.
Él supervisó la recopilación e investigación de los dinosaurios en China a partir de 1933 y hasta la década de 1970. Bajo su dirección se realizaron algunos de los descubrimientos de fósiles más importantes de la historia, como los de los prosaurópodos Lufengosaurus y Yunnanosaurus, el ornitópodo Tsintaosaurus , el gigantesco saurópodo Mamenchisaurus, así como el Chialingosaurus, primer estegosaurio de China.
Tras su muerte, sus restos cremados y enterrados en Zhoukoudian, junto a los de sus colegas Pei Wenzhong y Lanpo Jia.